# Daniel Draken
Daniel Draken (* 27. Januar 1967 in Hüls (Krefeld)) ist ein deutscher Brigadegeneral der Luftwaffe der Bundeswehr und Chef des Stabes des Luftwaffentruppenkommandos sowie in Personalunion Standortältester am Standort Köln.

## Leben

### Militärischer Werdegang
Daniel Draken trat 1986 in die Luftwaffe ein und wurde von 1987 bis 1989 an der Offizierschule der Luftwaffe in Fürstenfeldbruck als Offizieranwärter ausgebildet. Von 1989 bis 1991 absolvierte er die Ausbildung zum Transportflugzeugführer an der Verkehrsfliegerschule der Lufthansa (heute Lufthansa Aviation Training) in Bremen. Von 1991 bis 1995 wurde er auf dem Muster Transall C-160 beim Lufttransportgeschwader 62 in Wunstorf bei Hannover eingesetzt. Von 1995 war er Adjutant des Kommandeurs des NATO Airborne Early Warning & Control Force Command im belgischen Mons, danach ab 1998 erneut auf Transall in Wunstorf eingesetzt. 2001 bis 2003 absolvierte er den 46. Generalstabslehrgang Luftwaffe an der Führungsakademie der Bundeswehr in Hamburg unter anderem mit Holger Neumann und war danach als Grundsatzdezernent Lufttransport im Luftwaffenführungskommando in Köln eingesetzt.
2006 kehrte er nach Wunstorf als stellvertretender Kommandeur der Fliegenden Gruppe zurück, 2007 wurde er selbst Kommandeur. 2010 erfolgte seine Versetzung in den Führungsstab der Luftwaffe (Fü L) im Bundesministerium der Verteidigung am ersten Dienstsitz in Bonn als Referent „Grundsatz Flugbetrieb“, 2012 schloss sich eine Verwendung als Referent Flugbetrieb im Führungsstab der Streitkräfte am gleichen Standort an.
Mitte 2015 übernahm Draken das Lufttransportgeschwader 61 im oberbayerischen Landsberg am Lech als Geschwaderkommodore, wurde Ende des Jahres zum Oberst befördert und behielt dieses Kommando bis zur Auflösung des Verbandes Ende 2017. Nach einer zweijährigen Verwendung als Referatsleiter im Kommando Luftwaffe in Berlin erhielt er 2019 erneut ein Truppenkommando als Kommandeur der Flugbereitschaft des Bundesministeriums der Verteidigung in Köln. 2023 gab er das Kommando an Stefan Schipke ab und wurde als Referatsleiter Strategie und Einsatz (SE) II 3 ins BMVg in Berlin versetzt. 2024 wurde die Abteilung im Rahmen einer Umstrukturierung innerhalb des BMVg in Militärstrategie, Einsatz und Operationen (MEO) III 4 umbenannt.
Im März 2025 wurde Draken als Nachfolger von Richard Frevel zum Chef des Stabes des Luftwaffentruppenkommandos in Köln ernannt. Der Kommandeur des Landeskommandos Nordrhein-Westfalen, Brigadegeneral Hans-Dieter Müller, übergab ihm ebenfalls von Frevel die Dienstgeschäfte des Standortältesten Köln.

### Privates
Daniel Draken ist verheiratet und hat drei Kinder.